# Santa Maria della Salute (пјесма)
Santa Maria della Salute је љубавна пјесма Лазе Костића. Сматра се једном од најбољих пјесама српске поезије и Костићевом лабудовом пјесмом. Овом пјесмом пјесник је успјео на необичан начин да пренесе своја осјећања и прикаже нам једну неоствариву љубав која је на крају трагично завршена.

## Анализа
Пјесник започиње пјесму својим извињавањем Богородици за све лоше што је написао поводом изградње њеног храма у Венецији. Та промјена мишљења дошла је и због тренутка у којем је угледао храм. Његова посјета Венецији десила се непосредно после смрти његове драге Ленке којој је и посвећена ова пјесма. У том тренутку, угледавши велику љепоту храма, то га је подсјетило на Ленкину силуету и већ ту почиње стварање клице за пјесму која је званично угледала свјетлост дана двадесет година касније 1909. године.
„Опрости, мајко света, опрости,
што наших гора пожалих бор,“
Након тога увјерава Богородицу да се покајао за све своје гријехе које је починио и казује да никога не криви за лоше ствари које су му се десиле јер сматра да је један од највећих криваца он сам. 
„Све је то с ове главе, са луде,
Santa Maria della Salute!“
После тог мрака, патње и кајања за стварима из прошлости појављује се трачак наде и светло на крају тунела. У његов живот улази предивна млада дјевојка која му само једним погледом сваку рану лијечи. Међутим иако је у њеној близини срећан због немогућности те љубави, разум му говори да бјежи, што он и учини.
„Тад моја вила преда ме грану,
лепше је овај не виде вид“
Због тог свог поступка у наставку пјесме показује жаљење јер је само неколико мјесеци касније дјевојка умрла и Лазар то до краја свог живота није преболио. Наводи и да му је црква Santa Maria della Salute помен на њу и да је никада неће заборавити. Због толике љубави и велике чежње за њом почиње да му се привиђа у сновима чак касније и као халуцинација. На крају пјесме казује да ће убрзо бити заједно и да једва чека да јој се придружи у рају гдје ће коначно њихова љубав бити остварива. 
„Из ништавила у славу слава,
из безњенице у рај, у рај!
У рај, у рај, у њезин загрљај!“

## Тема и мотиви пјесме
Главни мотив ове пјесме је свакако мотив мртве драге,  а поред њега можемо издвојити мотив сна, мотив кајања, мотив сјећања...
Тема пјесме је патња, туга и чежња за мртвом драгом, као и молба Богородице за опрост свих својих гријехова и поступака из прошлости.

## Лазар и Ленка (Процес настајања пјесме)
Лазар је и за свог живота био веома познат, несхваћен али вољен у народу. Стално је путовао и то га је веома коштало а он много пара није имао. Због тога му је често помагао кум Лазар Дунђерски који је у том тренутку био на челу најпознатије и најбогатије породице у Србији. Често би га Лазар звао да проведе љето са њима у Челареву у Дворцу Дунђерских. Тако је било и 1891. године када је у исто вријеме као и Лаза дошла у Челарево из Беча њихова најмлађа ћерка Јелена Ленка Дунђерски. Када су се срели она је имала 21, а он 50 година. Дугим шетњама у дворишту дворца зближили су се и убрзо нису могли замислити дан једно без другог. Он је њу прво привукао интелектуално а касније су се рађала и дубља осјећања која је и он осјећао. Због разлике у годинама и чињенице да је он са њеним оцем био кум, Лазар одлучује да се повуче. У почетку одлази у манастир Крушедол а затим да би на све то ставио тачку коначно се 1895. године жени Јулијаном Паланачки која га је чекала преко 20 година. Пар мјесеци касније Ленка умире у Бечу. Због свог кукавичког чина никада себи није опростио. Око 20 година ништа није писао и пред сам крај живота објављује пјесму која ће означити његову каријеру и која ће омогућити да њихова љубав остане незаборављена.

## Наслеђе

### Реквијем Лазе Костића
Српски новинар и публициста Иван Калаузовић Иванус написао је марта 2017. године лирску, елегичну песму Реквијем Лазе Костића, замишљену као наставак поеме Santa Maria della Salute и омаж Лази Костићу. Стихове Реквијема јавност је први пут чула у Чикагу, пре пројекције филма Santa Maria della Salute Здравка Шотре у биоскопу Century Centre. Пред пуном салом, говорила их је новинарка некадашњег Радио Сарајева Милка Фигурић.
Вокално извођење Реквијема Лазе Костића емитовано је у оквиру емисије Вечерас заједно Првог програма Радио Београда априла 2017. У улози оратора поново је била Милка Фигурић, чији се глас тада чуо на таласима Радио Београда први пут након распада ЈРТ система.